# Chinesisch-Schwedische Expedition

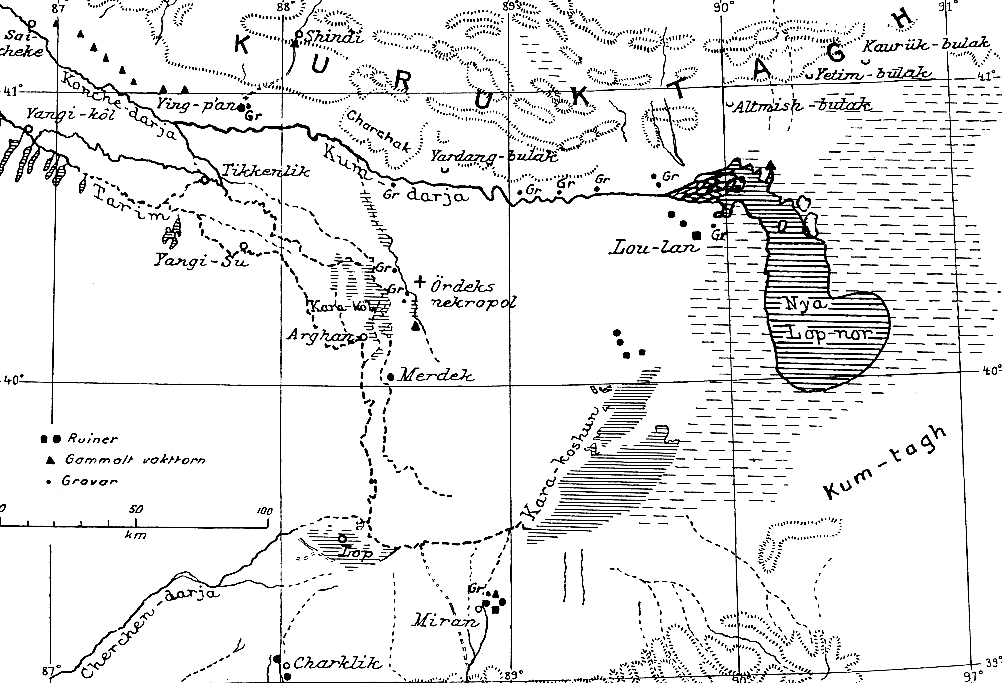
Landkarte von Folke Bergman mit archäologischen Fundstätten in der Wüste Lop Nor, 1935
----
Übersetzungen:
Ruiner: Ruinen von Siedlungen und Festungen aus der Zeit vor 330
Gammalt vakttorn: Ruinen von Signaltürmen der Chinesischen Mauer
Grovar: Grabstätten aus der Zeit 2000 v. Chr. bis 330
Bulak: Brunnen (seit 1971 ausgetrocknet)
Ördeks nekropol: Nekropole, die von Sven Hedins Führer Ördek gefunden und von Folke Bergman erforscht und dokumentiert wurde; neuer Name: Xiaohe
Nya Lop-nor: See Lop Nor, der in den Jahren 1921–1971 bestand, von der Chinesisch-Schwedischen Expedition vermessen wurde und dann austrocknete

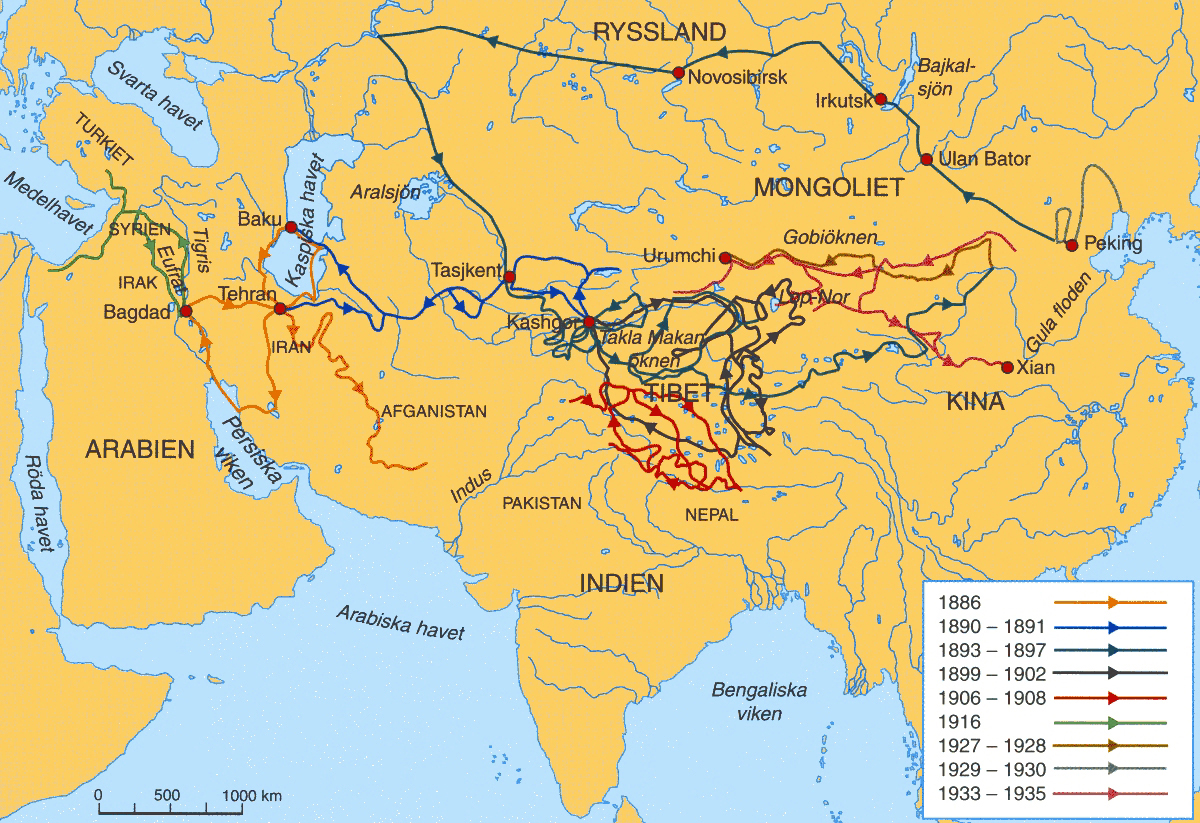
Schwedische Karte der Forschungsreisen von Sven Hedin 1886–1935. Die Reiserouten der Mitarbeiter Sven Hedins während der Chinesisch-Schwedischen Expedition 1927–1935 sind nicht dargestellt.

Die Chinesisch-Schwedische Expedition (in der Fachliteratur oft englisch Sino-Swedish Expedition und The Sino-Swedish Scientific Expedition to the North-Western Provinces of China oder schwedisch svensk-kinesiska expedition) war eine von Sven Hedin geleitete internationale Forschungsreise.
Die Expedition untersuchte von 1927 bis 1935 die meteorologischen, topographischen und prähistorischen Gegebenheiten in der Mongolei, der Wüste Gobi und Xinjiang. Sven Hedin sprach von der wandernden Universität, in der die beteiligten Wissenschaftler nahezu selbstständig arbeiteten, während Sven Hedin wie ein Manager vor Ort mit den Behörden verhandelte, alles Notwendige organisierte, Geld beschaffte und seine zurückgelegten Routen kartographierte.

## Die Expedition

### Überblick
Mit finanzieller Unterstützung der Regierungen von Schweden und Deutschland führte Sven Hedin 1927–1935 die internationale und interdisziplinäre Chinesisch-Schwedische Expedition durch, bei der sich Wissenschaftler an der wissenschaftlichen Erforschung der Mongolei, Xinjiangs und Tibets beteiligten.
Sven Hedin gab Archäologen, Astronomen, Botanikern, Ethnologen, Geographen, Geologen, Meteorologen und Zoologen aus Schweden, Deutschland und China die Möglichkeit, an der Expedition teilzunehmen und Forschungen auf ihren Spezialgebieten zu betreiben.
Trotz chinesischer Gegendemonstrationen gelang es Sven Hedin nach monatelangen Verhandlungen in China, die Expedition durch chinesische Forschungsaufträge und durch die Teilnahme chinesischer Wissenschaftler auch zu einer chinesischen Expedition zu machen und einen Vertrag auszuhandeln, der dieser Expedition, die im Kriegsgebiet mit ihrer Bewaffnung und 300 Kamelen wie eine Invasionsarmee aussah, Reisefreiheit gewährte; die Finanzierung allerdings blieb die private Aufgabe von Sven Hedin. Ein nachhaltiges Ergebnis der Expedition war die dabei entstandene wissenschaftliche Qualifizierung der chinesischen Expeditionsteilnehmer durch westliches Know-how; Huang Wenbi beispielsweise wurde später zu einem der Begründer der modernen chinesischen Archäologie.
Der damals 70-jährige Sven Hedin hatte es wegen seiner angegriffenen Gesundheit, des Bürgerkrieges in Chinesisch-Turkestan und der Dauer seiner Kriegsgefangenschaft sehr schwer, nach der Geldentwertung in der Weltwirtschaftskrise Gelder für die Expedition zu beschaffen, die Logistik für die Versorgung der Expedition im Kriegsgebiet und den Zugang der Expeditionsteilnehmer zu den zwischen Warlords umkämpften Forschungsgebieten sicherzustellen.
Das während der Expedition zusammengetragene wissenschaftliche Material wurde von Sven Hedin und den anderen Expeditionsteilnehmern ab 1937 in den Reports from the scientific expedition to the north-western provinces of China under leadership of Dr. Sven Hedin – The sino-swedish Expedition in mehr als 50 Bänden veröffentlicht. Als Sven Hedin schließlich das Geld für die Druckkosten ausging, verpfändete er seine große, wertvolle Bibliothek, die mehrere Räume füllte, um die Herausgabe weiterer Bände zu ermöglichen.
1935 stellte er sein exklusives Wissen über Zentralasien nicht nur der schwedischen Regierung, sondern auch den Regierungen in China und Deutschland in Vorträgen und Vieraugengesprächen mit den politischen Repräsentanten Chiang Kai-shek und Adolf Hitler zur Verfügung.
Die Ergebnisse der Expedition sind noch heute für die chinesische Archäologie von Bedeutung.

### Teilnehmer
Folgende Expeditionsteilnehmer begleiteten Sven Hedin in verschiedenen Abschnitten der Expedition:
aus Schweden
- Nils Peter Ambolt, Astronom und Geodät
- Erik Norin und Nils Gustav Hörner, Geologen
- Folke Bergman, Archäologe
- Birger Bohlin und Gerhard Bexell, Paläontologen
- David Hummel, Mediziner, Zoologe, Botaniker und Anthropologe
- Georg Söderbom, Übersetzer und Chef von Tross und Küche
- Herzog Frans August Larson (genannt „der Herzog der Mongolei“), landeskundiger Kaufmann und Karawanenführer
- Gèosta Montell, Ethnograph (Volkskundler)

aus Dänemark
- Henning Haslund-Christensen, landeskundiger Ethnograph, der mongolische Musik und Volkslieder aufzeichnete

aus Deutschland
- Waldemar Haude, Meteorologe
- Fritz Mühlenweg, Buchhalter, reiste im Mai 1928 mit anderen Expeditionsteilnehmern nach Deutschland zurück
- Paul Karl Lieberenz, Kameramann
- Ferdinand Lessing, Sinologe und Ethnologe
- die Flugsachverständige[1][2]
  - Major a. D. Hans Eduard Dettmann, ehemaliger Seeoffizier und Marineflieger, Pilot der Lufthansa, für astrologische Ortsbestimmung und meteorologische Aufgaben zuständig
  - Major a. D. Wilhelm Freiherr Marschall von Bieberstein[3], genannt Emir, Flieger, Teilnehmer am Hitlerputsch, reiste im Mai 1928 mit anderen Expeditionsteilnehmern nach Deutschland zurück
  - Major a. D. Walter Heyder: von Hedin zeitweise als Stabschef (Vertreter) eingesetzt, kartografische Aufnahmen, topografische Messungen und Jäger, reiste im Mai 1928 mit anderen Expeditionsteilnehmern nach Deutschland zurück
  - Major a. D. Claus Hempel, von Hedin für das Sammellager in Paotou und später in Urumchi (bis November 1928) als Stabschef (Vertreter) eingesetzt, meteorologische und kartografische Aufgaben
  - Major a. D. Bodo Freiherr von Kaull (* 1898): Marineoffizier, Funkspezialist, Bootsbauer, reiste im Mai 1928 mit anderen Expeditionsteilnehmern nach Deutschland zurück
  - Eugen Freiherr von Massenbach, für kartografische Aufnahmen, topografische Messungen und organisatorische Fragen zuständig, reiste im Mai 1928 mit anderen Expeditionsteilnehmern nach Deutschland zurück
  - Major a. D. Franz Josef Walz, Leiter der Boelcke-Staffel, Pour le Mérite, Flugüberwachungsstelle München, als Flugexperte zusätzlich mit meteorologischen und organisatorischen Aufgaben betraut
  - Major Eduard Zimmermann, Berufssoldat und Kommandeur bei den Fliegern, reiste mit Hedin am Beginn der Expedition von Berlin nach Peking, zunächst organisatorische, dann meteorologische Aufgaben, ab September 1927 Leiter der Wetterstation Edsin-gol, kehrte im Januar 1930 endgültig nach Deutschland zurück

aus China
- Xu Xusheng (= Xu Bingchang = Sing Pink-tschang = Hsu Ping-chang, 1888–1976), der Expeditionsleiter
- Yuan Fuli und Ting Tao-heng, Geologen
- Huang Wenbi (= Hwang Wen-Pi), Archäologe
- Chan Fan-hsun und Parker C. Chen, Topographen
- Kung Yuan-chung, Fotograf
- K. S. Hao, Botaniker
- die Studenten Liu Yen-huai, Li Hsien-chih, Ma Hsieh-chien und Tsui He-feng

Hinzu kamen 66 einheimische Kameltreiber und eine Eskorte aus 30 berittenen Soldaten.

### Februar 1927 – Mai 1928
Die Expedition erfolgte von Februar 1927 bis Mai 1928 unter Beteiligung der Deutschen Luft Hansa, die die klimatischen Bedingungen in der Wüste Gobi für die Einrichtung einer Fluglinie Berlin-Peking erkunden, Wetterdaten sammeln und Landeplätze mit Wetterstationen und Benzinvorräten anlegen wollte; denn die Junkers-Flugzeuge der Endzwanziger-Jahre erlaubten keinen Nonstopflug nach Peking. Die Reiseroute der Expedition verlief auf der mutmaßlichen späteren Flugroute von Xinjiang nach Peking.
Aber die erstaunlich hohe Summe von eineinhalb Millionen Reichsmark für die Finanzierung dieser Expeditionsaufgabe kam nicht von der Deutschen Luft Hansa, sondern unter der Auflage strengster Geheimhaltung von der Regierung des Deutschen Reiches, wie Akten des Auswärtigen Amtes mit der Unterschrift von Außenminister Gustav Stresemann ergeben (siehe Hans Böhm). Das hat zu der Vermutung geführt, dass es sich bei dieser Expedition, die von acht bewaffneten deutschen Luftwaffenoffizieren (Militärpiloten) begleitet wurde, um einen militärischen Spionageauftrag der Regierung des Deutschen Reiches gehandelt haben könnte.
Am 31. Oktober 1926 reiste Sven Hedin mit der Bahn über Sibirien nach Peking.
Während Sven Hedin in Peking Einzelheiten der Expedition verhandelte, wurde im Frühjahr 1927 in Baotou alles zusammengestellt, was für die Expedition gebraucht wurde: 300 geliehene Kamele, 12.000 mexikanische Silberdollars, 400 Kisten Ausrüstung mit einem Gewicht von 40 Tonnen, davon alleine 120 Kisten mit Lebensmitteln und 300.000 Zigaretten, und drei Flugzeuge. Die Karawane brach am 20. Mai 1927 nach Westen auf. In Hodjr To in der Nähe der mongolischen Grenze schlugen die Expeditionsteilnehmer am 28. Mai 1927 ein Standlager mit 23 Zelten auf. Die Archäologen machten von dort aus eine dreiwöchige Exkursion zum Kloster Belimiao in Hallun Ossu. Am 22. Juli 1927 zog die Karawane mit 297 gekauften Kamelen westwärts in die Mongolei.
Sven Hedin übernahm selbst die kartographische Aufnahme des Reiseweges seiner Hauptkarawane. Der Mitarbeiterstab wurde auf drei weitere Karawanen aufgeteilt, die selbstständig ihren speziellen Aufgaben nachgingen. Nach monatelanger Reise auf dem Leidensweg der Kamele erreichten sie zunächst die im Sand versunkenen Ruinen der schwarzen Stadt Kharakhoto (Khara-khoto), die einst zur Zeit von Marco Polo ein reiches Handelszentrum war. Am 23. September 1927 kam die Expedition in Tsondol an der Flussoase Edsen-gol (jetzt Juyan genannt) an. Der deutsche Meteorologe Waldemar Haude richtete dort eine Wetterstation ein, ließ wasserstoffgefüllte Pilotballons bis in die Stratosphäre steigen und gewann dabei wertvolle Erkenntnisse über die Aeroklimatologie Innerasiens. Später errichtete er weitere Wetterstationen in Ti-hwa, Kuchar und Cho-chiang (Charklik).
Die Expedition brach am 8. November 1927 zur Durchquerung der Wüste Gobi in Richtung Hami und Ürümqi auf. Bei Sandstürmen, Schneestürmen und eisiger Novemberkälte kam die Karawane auf dem Pfad der Nachdenklichkeit, wie die Mongolen diese Route durch die Wüste Gobi nennen, nur langsam voran.
Ein Drittel der Kamele verhungerte, Sven Hedin erkrankte an Gallensteinen und musste im Bett durch die Wüste Gobi getragen werden. An der Quelle Sebastei feierten sie das Weihnachtsfest 1927. Im Januar 1928 erreichte die Karawane in Hami die Grenze zwischen der Mongolei und Xinjiang. Dort musste Sven Hedin seine Kamele und die mongolischen Begleiter zurücklassen. Unter strenger militärischer Bewachung wurden die Expeditionsteilnehmer über Gaochang nach Ürümqi, der Hauptstadt von Xinjiang, gebracht. Sven Hedin wurde dort mit militärischen Ehren empfangen.
Da der Gouverneur Yang Zengxin in Ürümqi im Frühjahr 1928 jede Genehmigung für Flüge über Xinjiang ablehnte, zog die Deutsche Luft Hansa daraufhin ihre an der Expedition beteiligten Mitarbeiter zurück. Sven Hedin reiste mit ihnen am 5. Mai 1928 nach Berlin und weiter nach Stockholm, während die übrigen Expeditionsteilnehmer ihre Forschungen vor Ort weiterbetrieben.

### Sommer 1928 – Herbst 1933

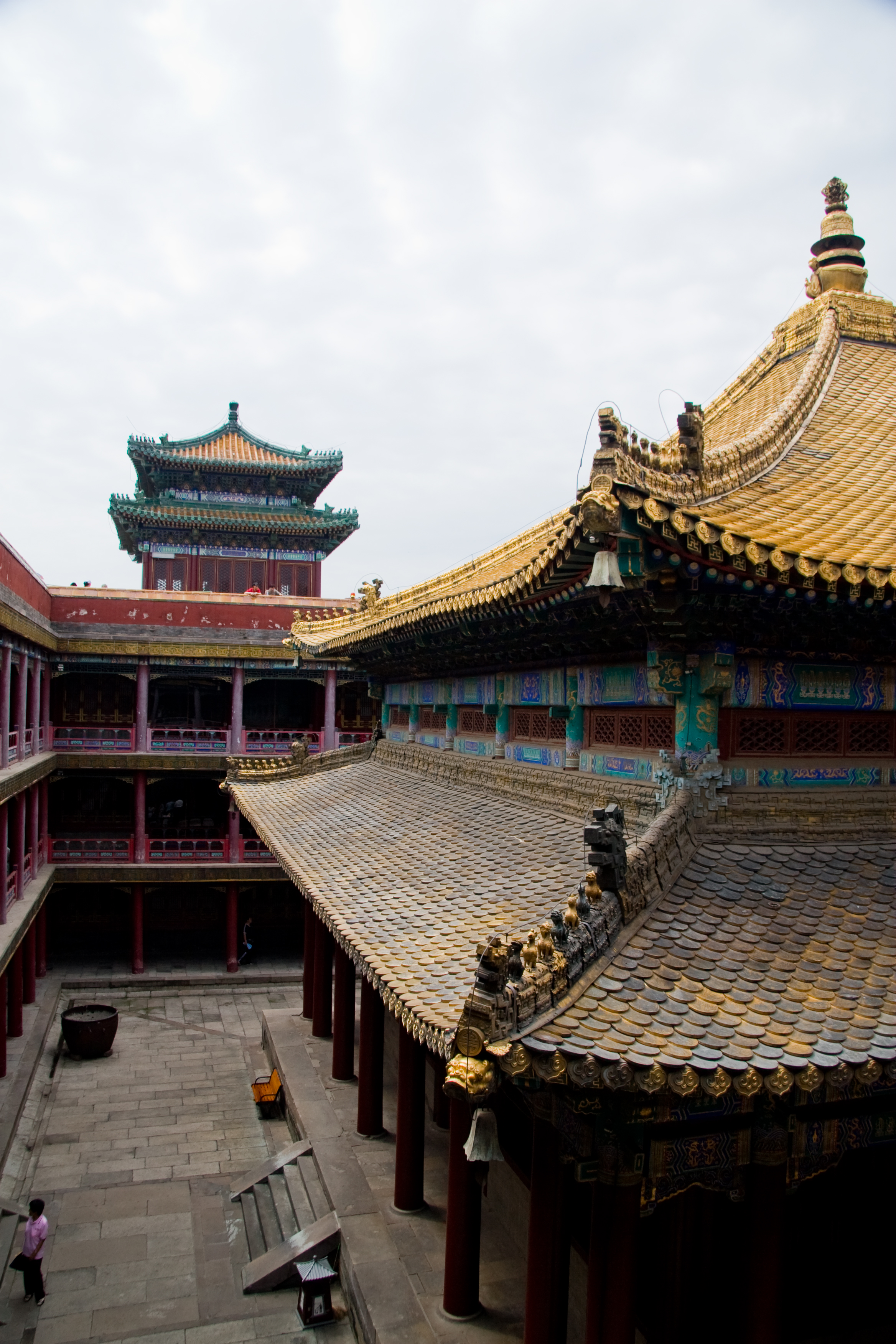
Der Cihangpudu Tempel (links) mit dem Goldenen Pavillon Wanfaguiyi im Innenhof

Beim Stockholmer Reichstag beantragte Sven Hedin erfolgreich eine Beihilfe zur Weiterführung der Expedition. Am 8. August 1928 reiste er mit dem Astronom Nils Peter Ambolt nach Ürümqi, wo beide am 4. Oktober 1928 ankamen. Dort traf er sich mit den Expeditionsteilnehmern, um sie mit klar definierten Aufgaben zu betrauen. Nach der Ermordung des Gouverneurs Yang erhielt er aber keine Genehmigung, den Lop Nor aufzusuchen. Stattdessen reiste er nach Peking, das er am 1. Januar 1929 erreichte.
In Nanjing traf er Chiang Kai-shek, der daraufhin zum Förderer der Expedition wurde.
Sven Hedin erkrankte im April 1929, und die Ärzte des Union Medical College in Peking vermuteten einen Tumor am Rückenmark. Daraufhin reiste er am 21. Mai 1929 zu dem Spezialisten Harvey Williams Cushing in Boston, Massachusetts, der feststellte, dass es sich um eine Fehldiagnose handelte. Sven Hedin nutzte den Aufenthalt, um den Millionär Vincent Hugo Bendix, den Besitzer der Bendix Watch Company, als Mäzen zu gewinnen.
Vincent Bendix sagte eine finanzielle Unterstützung der Expedition in Höhe von 135.000 US-Dollar zu und verlangte als Gegenleistung, dass Sven Hedin die Kopie eines tibetischen Lamatempels mit der zugehörigen ethnografischen Innenausstattung für die Weltausstellung 1933 in Chicago besorgen sollte; außerdem sollte die Stadt Stockholm die Nachbildung eines mongolischen Tempels erhalten. Das brachte Sven Hedin in Schwierigkeiten; denn Ladakh und Tibet waren damals unzugänglich.
In Stockholm engagierte er den Ethnographen Gèosta Montell, der ihn beim Ankauf von Ethnographica sachkundig beraten sollte. Sie reisten zusammen zu einer Zusammenkunft der Expeditionsteilnehmer im November 1929 in Xinjiang. Die Expeditionsteilnehmer waren in getrennten Gruppen mit unterschiedlichen wissenschaftlichen Aufgaben vor allem im Tarimbecken am Lop Nor in Xinjiang und am Edsen-gol (jetzt Juyan genannt) in der Inneren Mongolei tätig. Dabei wurden archäologische Ausgrabungen frühchinesischer Gräber vorgenommen (siehe auch unten das Zitat).

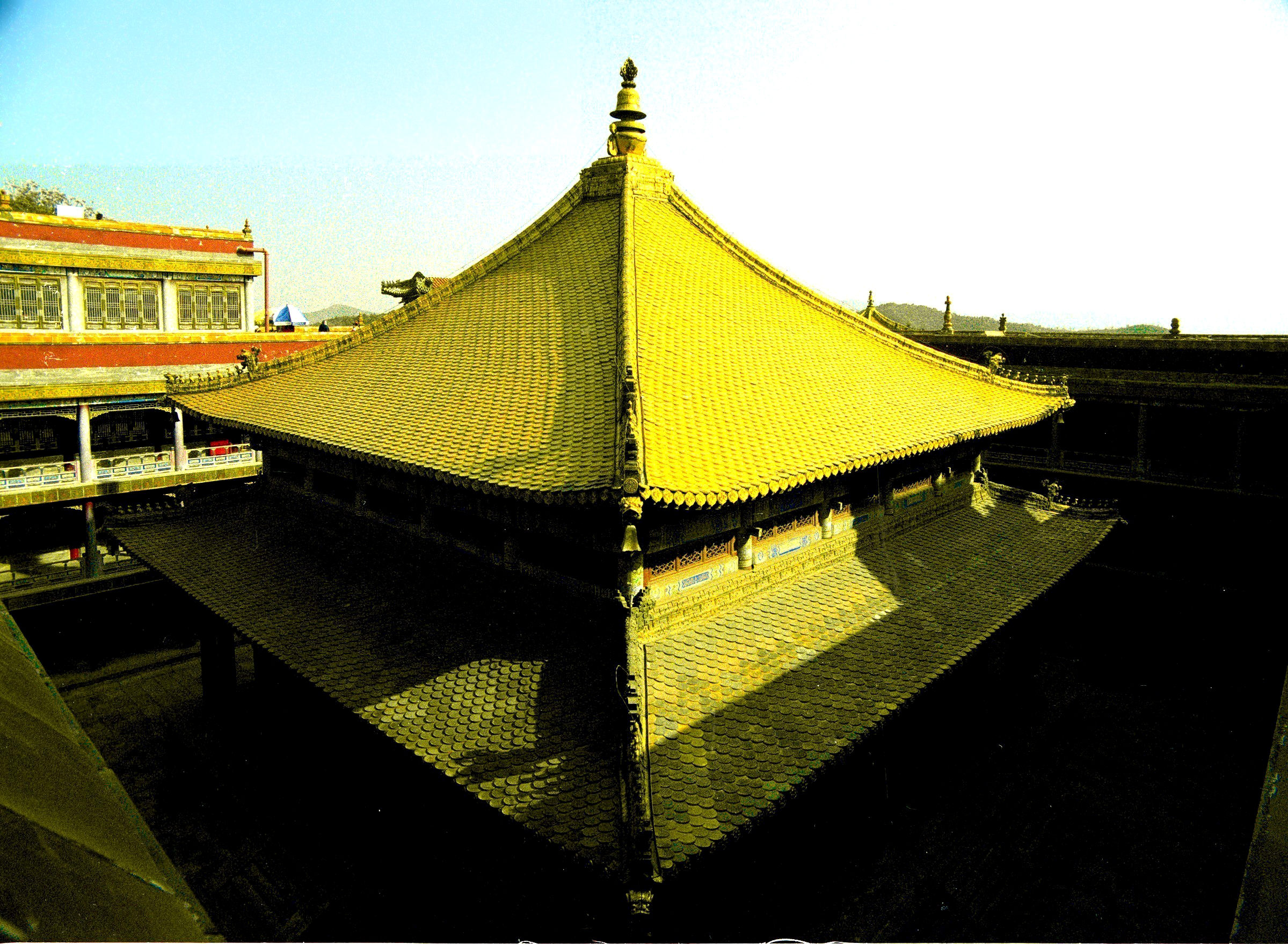
Das goldene Dach des Lamatempels Wanfaguiyi

Der Archäologe Folke Bergman legte 1930 im Tal des Ruoshui-Flusses am Edsen-gol mehr als 120 Wohnplätze aus der Jungsteinzeit mit 17.000 Gebrauchsgegenständen frei und entdeckte in der hanzeitlichen Alarmfeuerturm-Stätte (Handai fengsui yizhi 汉代烽燧遗址) über 10.000 antike beschriebene hanzeitliche Holztäfelchen von Juyan mit frühen chinesischen Manuskripten aus der Han-Dynastie. Es handelt sich dabei um Garnisonsdokumente aus den unter Verwaltung der Zhangye-Präfektur stehenden Kommandanturen Juyan und Jianshui. Der Großteil gehört in die späte Westliche Han-Zeit bis in die Anfangszeit der Östlichen Han-Dynastie. Sie werden in den Zeitraum 102 v. Chr. bis 95 n. Chr. datiert und zählen in China zu den großen archäologischen Entdeckungen des 20. Jahrhunderts. Diese Holztäfelchen sind wichtige Materialien für die Erforschung der Geschichte der Han-Zeit. Sie wurden 1980 vom Institut für Archäologie der Chinesischen Akademie der Sozialwissenschaften unter dem Titel „Hanzeitliche Holztäfelchen-Texte aus Juyan, erster und zweiter Teil“ herausgegeben. Bei erneuten Ausgrabungen in den Jahren 1972 bis 1976 sind am Fundort zusätzlich noch mehr als 20.000 weitere Holztäfelchen gefunden worden. Inzwischen stehen die Ausgrabungsstätten unter Denkmalschutz und befinden sich seit 1988 auf der Liste der Denkmäler der Volksrepublik China (3-209).
Sven Hedin fuhr auf der Suche nach einem Lamatempel im offenen Auto erfolglos durch die Innere Mongolei. Gèosta Montell schlug ihm daraufhin vor, den Putuo Zongcheng Tempel der Qing-Dynastie in Chengde aufzusuchen, in dem sich der Goldene Pavillon Wanfaguiyi im Innenhof des Cihangpudu Tempels befindet. Der Wanfaguiyi wurde um 1767 als Nachbildung des tibetischen Lamatempels im Potala-Palast von Lhasa errichtet.

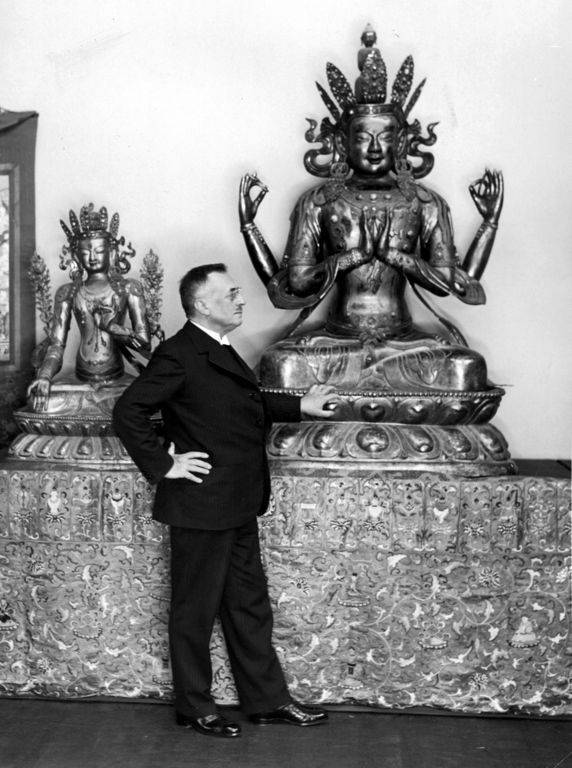
Sven Hedin in Stockholm, 1932

Sven Hedin beauftragte den chinesischen Architekten Kuo Yuan-hsi, eine Kopie des Wanfaguiyi für 65.000 US-Dollar anzufertigen, die dann in 20.000 Einzelteilen mit dem Schiff nach Chicago befördert und dort von schwedischen Handwerkern unter Aufsicht von Gösta Montell und Sven Hedin für die Weltausstellung 1933 aufgebaut wurde. Nach dem Aufbau beliefen sich die Gesamtkosten für diese Attraktion der Weltausstellung auf 250.000 US-Dollar.
Die Kopie war auch auf der Weltausstellung 1939 in New York zu sehen. Anschließend wurde sie in ihre Einzelteile zerlegt, in einem Lagerhaus in Oberlin eingelagert und 1943 dem neuen Fachbereich für Orientalische Studien am Oberlin College in Ohio zur Verfügung gestellt. Da sich hier die Pläne für einen Wiederaufbau des Goldenen Pavillons zerschlugen, erhielt die „Charles Martin Hall Estate“ die Verfügungsgewalt. Diese übergab die Verfügungsgewalt 1957 dem Harvard-Yenching Institute auf dem Campus der Harvard University in Cambridge, Massachusetts, die sie ihrerseits an die Indiana University in Bloomington in Indiana weiterreichte.
Im Jahr 1985 wurden die in China gefertigten Außenteile, die durch die jahrzehntelange unsachgemäße Aufbewahrung im Lagerhaus in Oberlin angegriffen und obendrein nicht mehr vollständig waren, nach Stockholm in den Besitz der Stockholmer Golden Temple Foundation überführt. Die seinerzeit in Chicago angefertigte tragende Gebäudestruktur war sowohl architektonisch wie auch materialmäßig von schlechter Qualität und wurde in den Vereinigten Staaten zurückgelassen. Wegen der hohen Kosten für die Herstellung der Ersatzteile, für die Restaurierung der Einzelteile und für den Aufbau ist es bisher nicht gelungen, den Goldenen Tempel in Schweden auszustellen. Der 1929 geplante zusätzliche Nachbau eines mongolischen Tempels in Stockholm ließ sich 1932 aus finanziellen Gründen nicht verwirklichen; es entstanden dafür lediglich die Bauzeichnungen und ein Modell.
Sven Hedin kehrte am 1. Januar 1932 aus den USA nach Peking zurück. Wegen der schlechten Umtauschkurse nach der Weltwirtschaftskrise und der unsicheren innenpolitischen Lage in China löste er die wandernde Universität auf. In Anerkennung seiner Leistungen überreichte ihm die Gesellschaft für Erdkunde zu Berlin im Jahr 1933 die Ferdinand-von-Richthofen-Medaille; dieselbe Ehrung wurde auch Erich von Drygalski für seine Gauß-Expedition in die Antarktis und Alfred Philippson für seine Ägäis-Forschung zuteil.

### Herbst 1933 – Frühjahr 1935
Von Ende 1933 bis 1934 führte Sven Hedin im Auftrag der Kuomintang-Regierung unter Chiang Kai-shek in Nanjing eine chinesische Expedition durch, um Pläne und Karten für den Bau von zwei Autostraßen entlang der Seidenstraße von China nach Xinjiang zu erstellen. Diese Verkehrsanbindung gab der Volksrepublik China später die Möglichkeit, in dem Gebiet des jetzt aufgrund von Bewässerungsmaßnahmen seit 1971 ausgetrockneten Lop Nor das chinesische Atomversuchsgelände Kernwaffentestgelände Lop Nor (ab 1955 für Atombomben, ab 1967 für Wasserstoffbomben) zu errichten.
Sven Hedin wurde von David Hummel, Georg Söderbom und verschiedenen Chinesen begleitet. Die Hinreise sollte durch die Wüste Gobi nach Ürümqi gehen, die Rückfahrt der Seidenstraße folgen. Sven Hedin erhielt die Genehmigung, den veränderten Lauf des Tarim festzustellen, die Wüste Lop Nor aufzusuchen und zu überprüfen, ob es möglich wäre, das Land um Loulan wieder urbar zu machen und zu besiedeln.
Mit drei Ford und einem Ford Tudor Sedan startete die Expedition am 31. Oktober 1933 von der Eisenbahnstation Xuefeng am Rande der Mongolei. Im Frühjahr 1934 geriet er hinter Hami in einen Bürgerkrieg, die Hami-Rebellion. In Korla wurde die Expedition am 5. März 1934 von aufständischen chinesisch-muslimischen Truppen der Hui unter der Führung des Warlords Ma Zhongying festgesetzt, die alle Fahrzeuge beschlagnahmte. Sven Hedin erreichte aber, dass die Expedition schon nach einigen Monaten weiterfahren konnte.
Im April 1934 begann Sven Hedin seine Flussexpedition zum See Lop Nor. Die antike Stadt Loulan, ein wichtiger Ort der alten Seidenstraße, lag ursprünglich an diesem See. Als sich im vierten Jahrhundert nach Christus der Unterlauf des den See speisenden Flusses Tarim änderte, trocknete der See aus, die Stadt wurde verlassen und verfiel. Im Jahre 1921 änderte der Unterlauf des Tarims, der Kum-Darja, abermals sein Bett und ließ den See Lop Nor an alter Stelle neu entstehen.
Sven Hedin fuhr von Korla im April 1934 direkt zum Kum-Darja. Im Mai 1934 nahm er nordöstlich des Karakoshun ein Boot und fuhr zwei Monate lang auf dem Kum-Darja bis zum Lop Nor, der in sein altes Seebecken zurückgekehrt war. Er zeichnete eine detaillierte Karte des Flusslaufs und lotete dessen Tiefe aus. Er stellte fest, dass das Flusswasser durch ein Kanalsystem zur Bewässerung der Wüste verwendet werden könnte, um fruchtbares Land zu gewinnen. Dies wurde später unter Mao Tse-tung verwirklicht.
Außerdem setzte Sven Hedin die früheren Untersuchungen seiner Expeditionsteilnehmer fort, die Lagerstätten von Erzen, Öl, Kohle und Gold gefunden hatten. Aufgrund dieser Funde wurden in späterer Zeit Fabriken gebaut sowie Straßen und ein Flughafen angelegt.

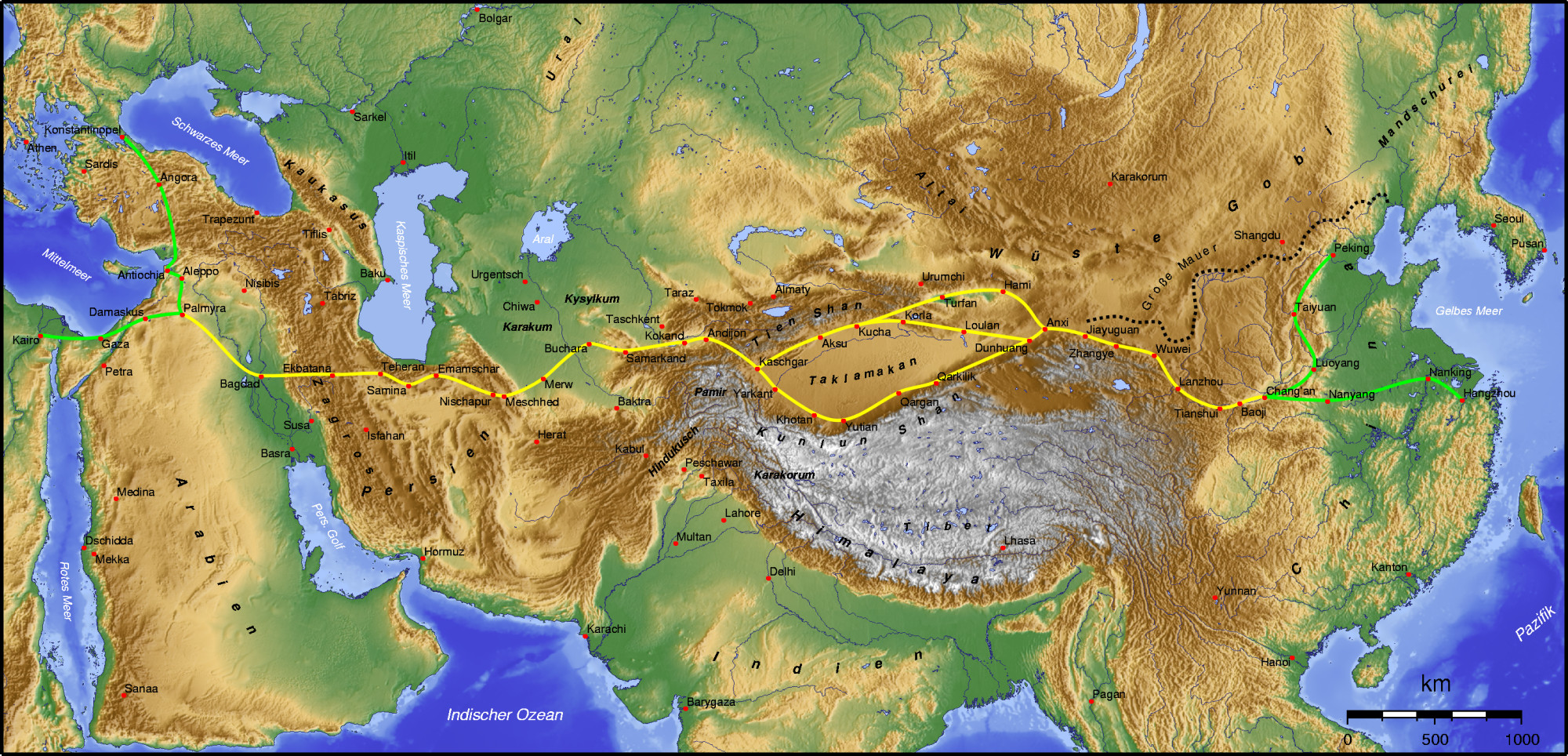
Verlauf der Seidenstraße

Für die Rückfahrt wählte Sven Hedin die südliche Route der Seidenstraße über Hotan (= Chotan = Khotan) bis Xi’an, wo die Expedition am 7. Februar 1935 ankam. Er reiste weiter nach Peking zum Präsidenten Lin Sen und nach Nanjing zu Chiang Kai-shek. Seinen 70. Geburtstag feierte er am 19. Februar 1935 in Anwesenheit von 250 Mitgliedern der Kuomintang-Regierung, denen er alles Wissenswerte über die Chinesisch-Schwedische Expedition mitteilte. An diesem Tage wurde er von der chinesischen Regierung mit dem brillierenden Jadeorden 2. Klasse geehrt.
Am Ende der Expedition befand sich Sven Hedin in einer schwierigen finanziellen Lage. An der Deutsch-Asiatischen Bank in Peking hatte er beträchtliche Schulden hinterlassen. Er zahlte sie ab mit den Honoraren, die er für seine Bücher und Vorträge bekam. In den Monaten nach seiner Rückkehr hielt er 111 Vorträge in 91 deutschen Städten, außerdem 19 Vorträge in Nachbarländern. Dazu legte er in fünf Monaten eine Strecke von der Länge des Äquators zurück, 23.000 Kilometer mit der Bahn und 17.000 Kilometer mit dem Auto. Vor seinem Vortrag am 14. April 1935 in Berlin traf er Adolf Hitler.

## Die Ergebnisse der Expedition
Die Ergebnisse der Expedition wurden in den Reports from the scientific expedition to the north-western provinces of China under leadership of Dr. Sven Hedin. The sino-swedish expedition veröffentlicht. Diese noch nicht abgeschlossene Edition mit bisher 49 teils mehrbändigen Ausgaben zeigt die wissenschaftliche Bedeutung dieser Expedition. Eine Zusammenstellung der wichtigsten Ergebnisse findet sich bei Liu Yen-huai (siehe Weblinks).

### Die Funde
Historische, geologische und archäologische Funde blieben in chinesischem Besitz. Sie wurden zur wissenschaftlichen Bearbeitung an Schweden ausgeliehen und später an China zurückgegeben. Sie befinden sich in dem am Tian’anmen-Platz gelegenen Chinesischen Nationalmuseum „Zhongguo guojia bowuguan“, und zwar in dessen südlichem Flügel in dem Museum der Chinesischen Geschichte „Zhongguo Lishi Bowuguan“.
Die Innenausstattung des Goldenen Pavillons wurde nach der Weltausstellung in New York 1939 in Oberlin und Harvard aufbewahrt. Sie ist nicht mehr vollständig erhalten. Teile gingen in den Besitz der Familie Vincent Bendix über, Teile wurden an das The Jacques Marchais Museum of Tibetan Art in Staten Island im Bundesstaat New York, verkauft, die in Oberlin aufbewahrten Teile gingen verloren. Der größte Teil (Malereien, Tapeten, Kultgegenstände, Götter und Dämonen) wurde kurz nach 1960 von Harvard in den Besitz der Sven Hedin Foundation überführt und befindet sich heute im Etnografiska museet in Stockholm.

### Bedeutung für die chinesische Archäologie

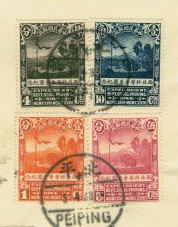
Briefmarken-Sonderausgabe von China für die Expedition

Eine langfristige Wirkung der Expedition entstand durch die Publikation 7 in den Reports von Folke Bergman: Archaeological researches in Sinkiang. Especially the Lop-Nor Region. Als dieser Band nach Jahrzehnten in die chinesische Sprache übersetzt worden war, führten chinesische Archäologen Ende des 20. Jahrhunderts in der Wüste Lop Nor zahlreiche Grabungen an den Fundorten durch, die während der Chinesisch-schwedischen Expedition entdeckt und von Folke Bergman dokumentiert waren. Bei den Grabungen legten sie bronzezeitliche und eisenzeitliche Gräberfelder frei, in deren Särgen bis zu 4000 Jahre alte Mumien lagen. Dabei bestätigte sich die Vermutung Sven Hedins, dass das östliche Tarimbecken vor über 4000 Jahren von Europäern (engl.: Caucasian race), den späteren Tocharern, besiedelt worden war, deren indoeuropäische Vorfahren aus Europa stammten.
Die 2004 fertiggestellte Grabung auf Folke Bergmans frühbronzezeitliche Nekropole Xiaohe (= Cemetery 5 = Ördeks Nekropole) am Kleinen Fluss (Xiaohe = Qum-köl) gehörte in China zu den Top Ten der archäologischen Funde 2004.
Da in der Wüste Lop Nor ständig Raubgrabungen durchgeführt werden, die nicht verhindert werden können, legt die chinesische Regierung hier ab 2006 einen der Schwerpunkte ihrer archäologischen Forschung, um die von Folke Bergman beschriebenen über 80 Fundstätten zu ergraben, zu sichern und zu dokumentieren. Dies ist ein nachträglicher Erfolg der Forschungen der Expeditionsteilnehmer um Sven Hedin und Folke Bergmann.
Die Expeditionsteilnehmer hatten großen Wert darauf gelegt, die Ruinen von Signaltürmen zu finden, um den ursprünglichen Lauf der Seidenstraße zu rekonstruieren. Als in China um 1980 das Interesse an der Chinesischen Mauer erwachte, lasen die chinesischen Wissenschaftler zu ihrem Erstaunen in den Reports, dass der Verlauf der Chinesischen Mauer bereits 50 Jahre zuvor von der Chinesisch-Schwedischen Expedition erforscht worden war und dass die Mauer einst bis zur Westgrenze von Xinjiang gereicht hatte.

## Briefmarken
Die Chinesisch-Schwedische Expedition wurde mit einer chinesischen Briefmarkenserie (Michel-Katalog Mittel- und Ostasien: China Nr. 246–249) in einer Auflage von 25.000 Exemplaren geehrt.
Die vier Briefmarken zeigen Kamele an einem Standlager mit dem Wimpel der Expedition. Als Vorlage diente das Gemälde Nomaden in der Wüste im Palastmuseum Peking. Die Briefmarken tragen den chinesischen Schriftzug Postverwaltung des blühenden Reichs der Mitte und in lateinischer Sprache darunter: Wissenschaftliche Expedition in die nordwestliche Provinz Chinas 1927–1933.
Von den 25.000 Sätzen kamen 4000 Sätze in den Schalterverkauf und 21.500 Sätze in den Besitz der Expedition. Sven Hedin verwendete sie zur Finanzierung der Expedition und verkaufte sie zu einem Preis von fünf Dollar pro Briefmarke.

## Zitat
Sven Hedin fand bei Ausgrabungen am Kum-Darja ein kleines Grab mit dem Sarg eines Mädchens. Er schreibt darüber in der Erzählung Eine kleine Prinzessin, die 2000 Jahre schlief (veröffentlicht bei Eric Wennerholm, S. 201 f.):

„Jetzt sahen wir sie, die Herrscherin der Wüste, die Königin von Lop Nor und Loulan, in ihrer ganzen Schönheit. Sie war ein etwa sechzehnjähriges Mädchen, das 2000 Jahre in seinem Sarg geschlafen hatte und noch nie in seiner Ruhe gestört worden war. Sie war in kostbare Seidenkleider gehüllt und trug eine turbanähnliche Kopfbedeckung. Wahrscheinlich war sie in der Zeit, als Loulan Handelsbeziehungen zu Indien unterhielt, aus dem reichen Land südlich des Himalaya gekommen. […] Ihre Gesichtshaut war hell, fast weiß, an den Wangen verbarg sich noch eine kaum merkliche Röte, und um die Mundwinkel spielte ein kleines zögerndes Lächeln, das eine letzte Erinnerung an das leuchtende und farbenfrohe Leben, das sie gelebt hatte, und an die Freuden verriet, die sie unter den Aprikosenbäumen in den Gärten von Loulan gekostet hatte. […] Sie hielt uns für Stunden gefangen. Verwundert stand die Sonne wie ein glühender Schild aus Gold am westlichen Himmel und schien es ebenso schwer wie wir zu finden, sich vom Anblick des schlafenden jungen Mädchens loszureißen. […] Am kommenden Morgen wollten wir sie beim Anblick der Sonne sanft in ihren Sarg betten und sie wieder der Ruhe ihres Grabes übergeben, nachdem sie eine einzige Nacht in zweitausend Jahren ihre Blicke zu den ewigen Sternen hatte hinaufsenden dürfen.“

### Die Entstehung der Expedition
- Hedin, Sven: Fünfzig Jahre Deutschland. F.A. Brockhaus, Leipzig 1938. S. 220–238.
- Böhm, Hans: Finanzierung der Zentralasienexpedition Sven Hedins: „Strengste Geheimhaltung wird von allen Beteiligten als unerlässlich angesehen“. In: Erdkunde: Archiv für wissenschaftliche Geographie Bd. 57, (2003), 1, S. 40–54. Hier abrufbar.

### Wissenschaftliche Veröffentlichungen zur Expedition
- Edition mit bisher 49 teils mehrbändigen Ausgaben: Reports from the scientific expedition to the north-western provinces of China under leadership of Dr. Sven Hedin. The sino-swedish expedition. Stockholm 1937–1992. In dieser Edition wurde unter anderem veröffentlicht:
  - Hedin, Sven + Bergman, Folke: History of the expedition in Asia 1927–1935. 4 Bände. Stockholm 1943–1945.
    - Reports: Publication 23: Part I 1927–1928
    - Reports: Publication 24: Part II 1928–1933
    - Reports: Publication 25: Part III 1933–1935
    - Siehe dazu: Machatschek, Fritz: Sven Hedins Reisewerk. In: Petermanns Geographische Mitteilungen, 91. Jahrgang 1945, S. 1–3, Verlag Justus Perthes, Gotha.

  - Hedin, Sven: Central Asia atlas, Stockholm, Statens etnografiska museum, Stockholm 1966. In diesem Atlas sind die Reiserouten der Expeditionsteilnehmer eingetragen. Siehe dazu: Hedin, Sven: Zum Zentralasien-Atlas und Haack, Hermann: Sven Hedins Zentralasien-Atlas. In: Petermanns Geographische Mitteilungen, 87. Jahrgang 1941, S. 1–7, Verlag Justus Perthes, Gotha.
  - Folke Bergman: Archaeological Researches in Sinkiang. Especially the Lop-Nor Region. (Reports: Publication 7), Stockholm 1939. Siehe auch hier.
- Eine deutschsprachige Veröffentlichung der wichtigsten wissenschaftlichen Ergebnisse der Expeditionsteilnehmer findet sich in Dr. A. Petermanns Mitteilungen (Petermanns Geographische Mitteilungen), 81. Jahrgang 1935, S. 275–295 mit den Tafeln 18 und 19, Verlag Justus Perthes, Gotha.
- Hedin, Sven: Die Auswertung der Ergebnisse meiner Zentralasien-Expedition 1927–1935. In: Petermanns Geographische Mitteilungen, 88. Jahrgang 1942, S. 305–319, Verlag Justus Perthes, Gotha.
- Hao, K. S.: Pflanzengeographische Studien über den Kokonor-See und über das angrenzende Gebiet. In: Botanische Jahrbücher Band LXVIII, Heft 5, S. 516–668, 1938.
- Lessing, Ferdinand: Die wissenschaftliche Eroberung Asiens. Ergebnisse und Aufgaben der Expedition Sven Hedins. In: Berliner Tageblatt. 40: 24.1931, Beiblatt, 1.
- Lovadina, Michela: Manchu Shamanic material rediscovered: a photographic documentation from the 1932 Sven Hedin expedition. Schriftenreihe: Shamanica Manchurica collecta Nr. 6. Mit Fotografien von Gösta Montell. Harrassowitz, Wiesbaden 1998. ISBN 3-447-04022-X
- Hartmut Walravens: Ferdinand Lessing (1882–1961): Sinologe, Mongolist und Kenner des Lamaismus; Material zu Leben und Werk; mit dem Briefwechsel mit Sven Hedin. Wagener edition, 2. Auflage Melle 2006.
- Ameisen in Xinjiang gesammelt bei der Chinesisch-Schwedischen Expedition 1927–1930 von David Hummel. (PDF-Datei; 324 kB)

### Briefe von Sven Hedin
- Hedin, Sven: Die Hedin-Expedition 1930/1932. Briefe Sven Hedins an seinen sinologischen Mitarbeiter Ferdinand Lessing. Herausgegeben von Hartmut Walravens.

### Expeditionsberichte von Sven Hedin
- Hedin, Sven: Fünfzig Jahre Deutschland. F.A. Brockhaus, Leipzig (1938), S. 228–246.
- Hedin, Sven: Auf großer Fahrt: meine Expedition mit Schweden, Deutschen und Chinesen durch die Wüste Gobi 1927–1928. F.A. Brockhaus, Leipzig 1929
- Hedin, Sven: Rätsel der Gobi: die Fortsetzung der grossen Fahrt durch Innerasien in den Jahren 1928–1930. F.A. Brockhaus, Leipzig 1931
- Hedin, Sven: Jehol, die Kaiserstadt. F.A. Brockhaus, Leipzig 1932
- Hedin, Sven: Die Flucht des Grossen Pferdes. F.A. Brockhaus, Leipzig 1935
- Hedin, Sven: Die Seidenstraße. F.A. Brockhaus, Leipzig 1936
- Hedin, Sven: Der wandernde See. F.A. Brockhaus, Leipzig 1937

### Expeditionsberichte von Teilnehmern der Expedition
- Ambolt, Nils: Karawanen. Im Auftrag Sven Hedins durch Innerasien. Mit einem Geleitwort von Sven Hedin. F. A. Brockhaus Verlag, Leipzig 1937.
- Ambolt, Nils: Zum Ziel meiner Träume. Im Auftrag Sven Hedins in Innerasien. F. A. Brockhaus Verlag, Leipzig 1944.
- Berger, Dr. Arthur (Hrsg.): Mit Sven Hedin durch Asiens Wüsten. Nach dem Tagebuch des Filmoperateurs der Expedition Paul Lieberenz. Volksverband der Bücherfreunde, Wegweiser-Verlag, Berlin 1932. Vierter Band der dreizehnten (Allgemeinen) Jahresreihe für die Mitglieder des Volksverbandes der Bücherfreunde.
- Bexel, Gerhard: Geological and Palaeontological Investigations in Mongolia and Kansu 1929–1934. History of the Expedition in Asia 1927–1935. General Reports of Travels and Fieldworks by Folke Bergman, Gherard Bexell, Birger Bohlin, Gösta Montell. In: Reports from Scientific Expedition to the North-western Provinces of China under the Leadership of Dr. Sven Hedin. The Sino-Swedish Expedition. Publ. 26, Part IV, Stockholm 1945.
- Bohlin, Birger: Palaeontological and Geological Researches in Mongolia and Kansu, 1929–1933. History of the Expedition in Asia 1927–1935. General Reports of Travels and Fieldworks by Folke Bergman, Gherard Bexell, Birger Bohlin, Gösta Montell. In: Reports from Scientific Expedition to the North-western Provinces of China under the Leadership of Dr. Sven Hedin. The Sino-Swedish Expedition. Publ. 26, Part IV, Stockholm 1945.
- Dettmann, Hans Eduard: Mit Sven Hedin durch die Wüste Gobi. Franz Schneider Verlag Berlin 1938.
- Dettmann, Hans Eduard: Das Abenteuer meines Lebens. Mit Sven Hedin auf Forschungsreisen. Fischer Verlag Göttingen 1965.
- Dettmann, Hans Eduard: Karawanen-Fahrt mit Sven Hedin. Franz Schneider Verlag, 1. Aufl. 1950.
- Haslund-Christensen, Henning: Zajagan. Menschen und Götter in der Mongolei. Mit einem Vorwort von Sven Hedin. Union Deutsche Verlagsgesellschaft Stuttgart, Berlin, Leipzig um 1936.
- Haslund-Christensen, Henning: Jabonah: Abenteuer in der Mongolei. Mit einem Geleitwort von Sven Hedin. Insel-Verlag Leipzig 1933.
- Haude, Waldemar: Drei Jahre meteorologischer und klimatischer Arbeiten bei der chinesischen Expedition Sven Hedins in Zentralasien. In: Zeitschrift der Gesellschaft für Erdkunde zu Berlin 1934, S. 123–144. Titelvariante: Reise und Arbeiten der meteorologischen Sondergruppe 1931/32 bei der Expedition Sven Hedins.
- Körner, Brunhild geb. Lessing: Der Ahnenkult der Mandschu in Peking. In: Baessler-Archiv. Berlin 1955, Neue Folge, Band III, S. 175–193.
- Lessing, Ferdinand: Mongolen, Hirten, Priester und Dämonen. Klinkhardt & Biermann Verlag Berlin 1935.
- Montell, Gèosta (= Gösta): Durch die Steppen der Mongolei. Mit einem Vorwort von Sven Hedin und zahlreichen Abbildungen nach Aufnahmen des Verfassers. Union Deutsche Verlagsgesellschaft Stuttgart 1938.
- Montell, Gèosta (= Gösta): Unter Göttern und Menschen. Erinnerungen an glückliche Jahre in Peking. F. A. Brockhaus Verlag Leipzig 1948.
- Mühlenweg, Fritz: In geheimer Mission durch die Wüste Gobi. Herder Verlag Freiburg 1950 (Jugendbuch).
- Mühlenweg, Fritz: Sven Hedin persönlich. In: Mongolische Heimlichkeiten, Lengwil 2002.
- Faude, Ekkehard: Fritz Mühlenweg – vom Bodensee zur Mongolei. Libelle Verlag Lengwil am Bodensee 2005. ISBN 3-909081-01-0.
- Mühlenweg, Fritz: Drei Mal Mongolei. Reisetagebücher und Briefe aus der Sven-Hedin-Expedition durch die Innere Mongolei. Hrsg. Ekkehard Faude und Regina Mühlenweg, Lengwil 2006.
- Wenbi, Huang: Meng Xin Kaocha riji 1927–1930 [Huang Wenbi's Mongolia and Xinjiang Survey Diary], Peking: Wenwu chubanshe 1990 (Expeditionstagebuch von Huang Wenbi 1927–1930)
- Wenbi, Huang: Luobu Nao'er kaogu ji (The Exploration around Lob Nor: A report on the exploratory work during 1930 and 1934) [Chinesisch mit englischer Übersetzung des Vorwortes und der Inhaltsübersicht], Peking 1948.

### Weitere Literaturangaben
- Willy Hess: Die Werke Sven Hedins. Versuch eines vollständigen Verzeichnisses. Sven Hedins Stiftelse, Stockholm: Hauptband 1962 (S. 28–30, 52 ff. passim, 59–60, 66, 92–99) und Ein Nachtrag 1980 (Nachtragsband).

## Archive
Unterlagen der Expedition befinden sich im Stockholmer Riksarkivet und in der Sven Hedin Foundation in Stockholm.

## Dokumentarfilm
- Stummfilm von der Expedition: Mit Sven Hedin durch Asiens Wüsten, Deutschland 1929. Filmaufnahmen: Paul Lieberenz, Regie: Rudolf Bierbrach, Paul Lieberenz. Dieser Stummfilm kann als DVD „Expeditie door de Gobi-woestijn China 1928“ hergestellt vom Filmmuseum Amsterdam mit niederländischem Kommentar bestellt werden. Siehe auch: Literaturangabe unter Berger, Arthur.
- Fernsehfilm: Söhne der Wüste Teil: Durch die Gobi und Taklamakan (Memento vom 13. Januar 2012 im Internet Archive). Dokumentation von Bernd Liebner und Cheng Wie, 2002 (mit Filmaufnahmen des Kameramannes Paul Lieberenz von der Chinesisch-Schwedischen Expedition). Auch als DVD: Verlag Komplett-Media, BestNr.: DVD18811, ISBN 978-3-8312-8811-3

## Hörspiel
Die Expedition inspirierte den Hörspielautor Günter Eich zu dem Hörspiel Ein Traum am Edsin-gol. Das Hörspiel erschien 1932 in der Zeitschrift Die Kolonne (Jg. 3, Nr. 4, S. 13–58). Es wurde aber erst 1950 vom Süddeutschen Rundfunk unter der Regie von Oskar Nitschke in der Reihe Pioniere des Hörspiels produziert und am 14. September 1950 urgesendet.